# Кондакарь
Кондака́рь (греч. κοντακάριον) — сборник кондаков, известный в византийской и славянской традициях X—XII веков. Ввиду того, что со временем в богослужении перестали использоваться полные кондаки, а сокращённые были включены в состав миней, триодей и октоихов, после XII века кондакари постепенно вышли из употребления. Известно 12 византийских и 6 восточнославянских (древнерусских) рукописных кондакарей, сохранившихся до наших дней.

## Византийские кондакари

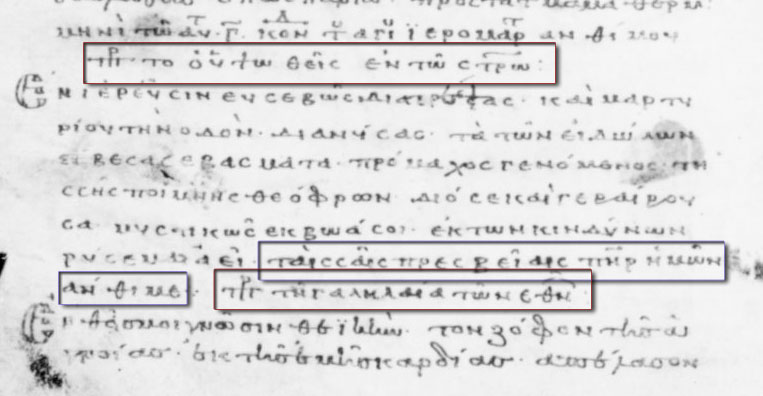
Синайский кондакарь X века.

Неизвестно в каком виде существовали сборники кондаков до X века, так как наиболее ранние источники, содержащие кондаки и датируемые VI—VII веками, представляют собой отдельные небольшие фрагменты, типизация которых сильно затруднена. Сохранилось 12 византийских кондакарей X—XII веков, среди которых специалистами выделяются следующие: 
- Синайский кондакарь (Sinait. gr. 925[2]). X век. Древнейший известный кондакарь.
- Патмосские кодексы (Patm. 212 и 213). XI век. Две части одного сборника.
- Афонский кондакарь (Ath. Vatop. 1041). X—XI век. Сборник разделен на минейную и триодную части. В отдельной части содержит редкие кондаки посвящённые не конкретным святым, а «ликам святых» — святым жёнам, иерархам, монахам и другим.
- Московский кондакарь (ГИМ. Син. греч. № 437[3]). XII век. Ценится исследователями за свою полноту и отсутствие лакун.

## Славянские кондакари

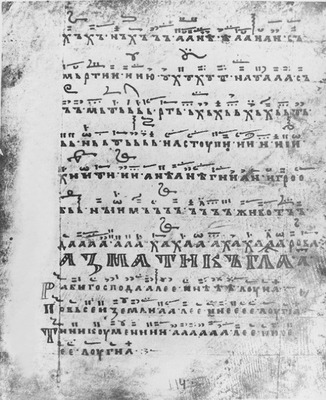
Благовещенский кондакарь. XII век.

Из славянских кондакарей сохранились только древнерусские:
- Типографский Устав с Кондакарем (ГТГ. К-5349). XI—XII век.
- Кондакарь (РГБ. ОИДР. № 107[4] и РНБ. Погод. № 43[5]). XII век. Две части одного сборника.
- Благовещенский (Нижегородский) кондакарь (РНБ. Q.п. I.32[6] и ОГНБ. Григор. № 1/93). XII—XIII век. Две части одной рукописи.
- Троицкий (Лаврский) кондакарь (РГБ. Троиц. Ф. 304/I. № 23[7]). XII—XIII век.
- Успенский кондакарь (ГИМ. Усп. № 9[8]). 1207 год.
- Кондакарь (ГИМ. Син. № 777[9]). XIII век.

Кроме вышеперечисленных, известен также фрагмент кондакаря включённый в древнерусский октоих XIII—XIV века (РНБ. Соф. № 122).
По мнению специалистов, древнерусские кондакари не являются переводом византийских и, более того, даже во многом не наследуют их традицию. В подтверждение этого тезиса, исследователи указывают, что по своему составу древнерусские кондакари, в отличие о византийских, содержат краткие кондаки (количество икосов не превышает четырёх, как правило — только один, а некоторые — только проимии, то есть кондаки в свехкраткой форме), но дополнительно включают аллилуиарии, ипакои, прокимны, светильны, стихиры, полиелей. Кроме того, древнерусские кондаки имеют особую кондакарную нотацию, отражающую стиль византийского мелизматического пения. По мнению современных исследователей, наиболее близкими к древнерусским кондакарям византийскими сборниками являются не византийские кондакари, а псалтиконы и асматиконы, имеющие сопоставимый жанровый состав и сходную с кондакарной нотацию.
Сравнение древнерусских сборников с кондаками сохранившимися в восточно- и южнославянских рукописях позволяет предположить, что в их основе лежат более ранние древнеболгарские переводы. Поскольку кондаки представленные в кондакарях отражают одну редакцию текста с кондаками в минеях и триодях студийско-алексиевской традиции, то появление восточнославянских кондакарей связывают с ходом студийско-алексиевской реформы.
Попытка расшифровки используемой в древнерусских кондакарях музыкальной нотации (так называемой «кондакарной нотации») предпринятая К. Флоросом  оспаривается рядом исследователей и не является общепринятой, поэтому до сих пор в ряде работ можно встретить утверждение, что данная нотация является нерасшифрованной.